# دومینیکا سیبولکووا
دومینیکا سیبولکووا (متولد ۶ مه ۱۹۸۹ در پیشتانی چک‌اسلواکی، اسلواکی کنونی) تنیسوری حرفه‌ای از اسلواکی است. او در مه ۲۰۰۵ به ردهٔ ۳ بهترین تنیسورهای دختر نوجوان جهان راه یافت. بهترین ردهٔ او در انفرادی دبلیوتی‌ای، ۱۲ است که در تاریخ ۶ ژوئیهٔ ۲۰۰۹ به‌دست آمد.
سیبولکووا به مرحله یک چهارم نهایی چهار گرند اسلم برتر دنیا رسیده است. یکی از اتفاقاتی که فکر نمی کرد به آن دست یابد، رسیدن به مرحله نهایی تنیس آزاد استرالیا 2014 بود و با این کارش تبدیل به اولین بانوی اسوواک شد که توانسته به مرحله نهایی یک گرند اسلم برسد.

## زندگی شخصی
سیبولکووا در سن هشت سالگی با تنیس در پیه شتانی آشنا شد. وی یازده سال داشت که خانواده اش به براتیسلاوا ( پایتخت اسلوواکی ) نقل مکان کردند. سیبولکووا گفته است که زمین مورد علاقه وی، زمین سخت خاک رس است. اصطلاح وی " Pome " است که به زبان فارسی یعنی "بزن بریم". با کمک دوستش ماریون بارتولی، در سال 2014، یک خط تولید لباس در این شهر باز کرد. او با نامزدش ( میکائیل ناوارا ) در 9 ژوئن 2016 ازدواج کرد.

## زندگی ورزشی

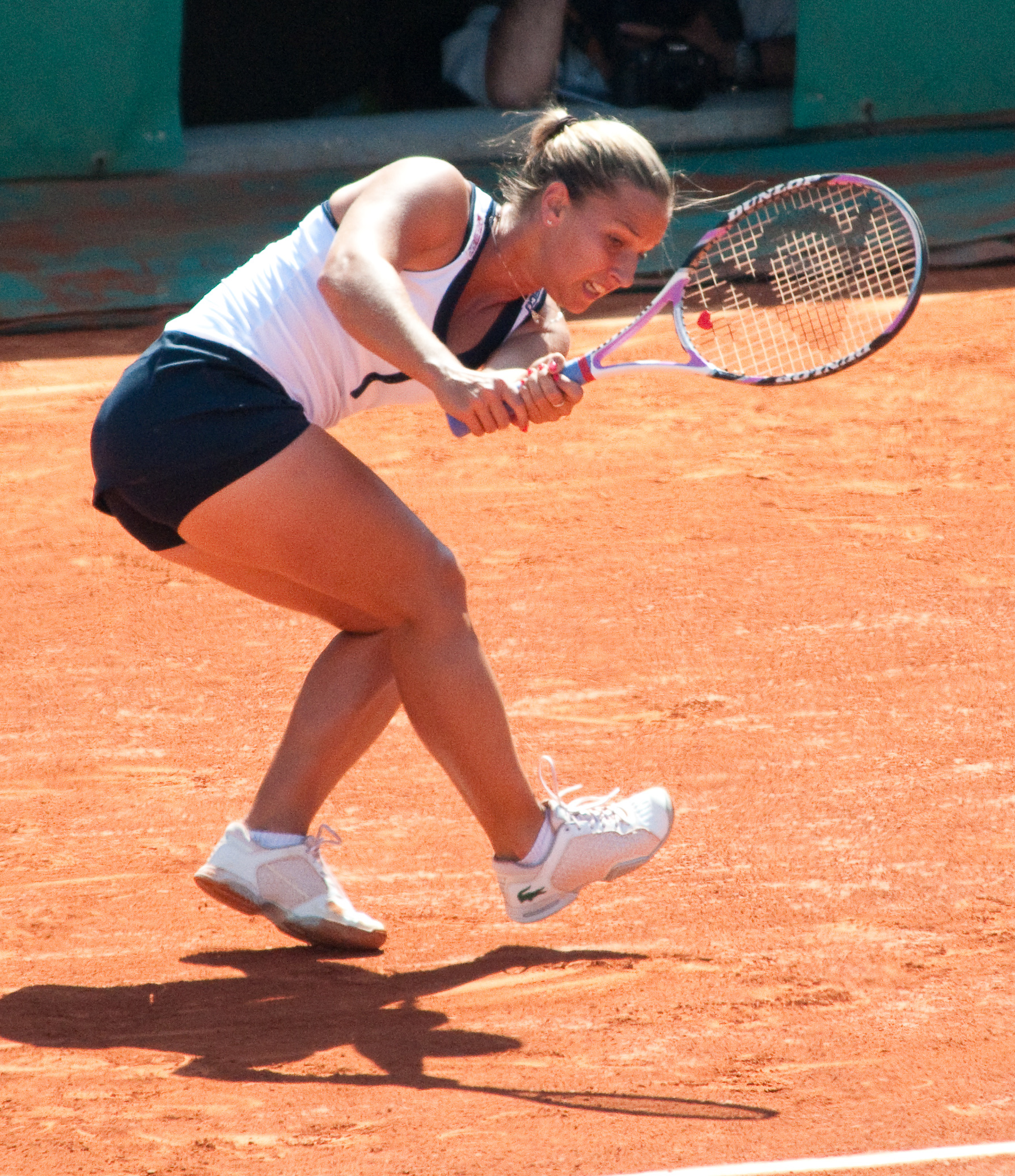
دومینیکا سیبولکووا در سال ۲۰۰۹ رولان گاروس، پاریس، فرانسه

### آغاز کار
در اول زندگی ورزشی اش، در رقابت فدراسیون بین المللی تنیس شرکت کرد و توانست در دو مسابقه برنده شود، یکی در پرتقال 2005 و دیگری در براتیسلاوا 2006. 

### 2007: آغاز کار در گرند اسلم
او در ابتدای سال در مسابقات کانارا بانک اوپن توانست تارا اییر از هند را ببرد، ولی در مرحله بعد به نفر چهارم آن زمان، یلنا کوستانیچ توشیچ باخت.
در مسابقات آزاد فرانسه، راه خود را رفت و به مرحله سوم رسید. در مرحله دوم او مارتینا مولر را با بردن سان تیان تیان ناراحت کرد. او در نهایت به اسوتلانا کوزنتسووا باخت. او همچنین به مرحله سوم مسابقات آملیا آیلند رسید، او آنابل مدینا گاریگوس را برد ولی در مرحله بعد به هم وطن خودش، دانیلا هانتکوو باخت. او در یک چهارم نهایی ای سی ام پراگوئو اوپن، گیسلا دالکو را برد ولی سپس به ویکتوریا آزارنکا باخت.
بهترین اتفاق برای او در سال 2007، در سپتامبر اتفاق افتاد که به مرحله نیمه نهایی مسابقات آزاد گوانژو چین رسید. او به قهرمان آن مسابقه، یعنی ویرژینی راتزانو باخت.

### 2008: اولین مرحله نهایی مسابقات تنیس بین المللی
در مسابقات آزاد استرالیا، سیبولکووا در اولین مرحله مسابقه، به فلاویا پنتا باخت. در اولین مسابقه اش برای اسلوواکی، به مصاف جمهوری چک در برنو رفت ولی در آخر تیم اسلوواکی 3-2 باخت.
در مسابقات آزاد بانوان قطر، سیبولکووا در مرحله سوم، به مصاف نفر اول بانوان تنیس جهان، ونوس ویلیامز رفت و برای اولین بار به یک چهارم نهایی رسید ولی در یک چهارم نهایی به اگنیشکا ردوانسکا باخت و حذف شد.
در آپریل، برای اولین بار در مسابقات تنیس بین المللی بانوان در زمین خاک رس، به مرحله نهایی رسید ولی باز بخت با او یار نبود و به ماریا شاراپووا باخت و دوم شد. سیبولکووا به رده 30 ام صعود کرد ولی در مسابقات ویمبلدون و در مرحله اول، به حرف ناشناخته اش از چین، یعنی ژانگ جی باخت. در راجرز کاپ مونترآل در مرحله یک چهارم نهایی نفر دوم جهان، یلنا یانکوویچ را برد و در نیمه نهایی ماریون بارتولی را شکست داد ولی در مرحله نهایی به نفر هفتم جهان دینارا سافینا باخت.

### 2009: اولین نیمه نهاییت در مسابقات آزاد فرانسه
در مسابقات آزاد استرالیا، سیبولکووا به مرحله چهارم رسید ولی به النا دیمنتیوا باخت. 
در مسابقات آزاد فرانسه، او نفر بیست ام شد. او الونا بوندارنکو ، کریستن فلیپکنز و آگنس ساوائی را شکست داد تا برای اولین بار به مرحله یک چهارم نهایی یک گرند اسلم برسد. سپس او ماریا شاراپووا را برد ولی در نیمه نهای به دینارا سافینا باخت. 
او در بهترین دوران بازیگری اش، زیر نظر مربی ولادیمیر پلاتنیک و مربی بدنسازی مارکوس مولنار از اسلوواکی کار کرد. در ویمبلدون به رده چهاردهم رسید و جولی کوین و اورشولا ردونسکا را برد ولی در مرحله سوم به النا وسنیا باخت.